# Amandus John
Amandus John OSB (auch Amand, * 5. November 1867 in Kreibitz, Böhmen als Josef John; † 5. Juli 1942 in Melk, Niederösterreich) war ein österreichischer Benediktiner und Politiker. Von 1909 bis zu seinem Tod war er der 63. Abt des Stiftes Melk und von 1912 bis 1915 Abgeordneter des Großgrundbesitzes im niederösterreichischen Landtag.

## Leben
Josef John wurde 1867 im nordböhmischen Dorf Kreibitz (heute Chřibská, Ústecký kraj, Tschechien) geboren. Er trat 1887 in das Benediktinerkloster von Stift Melk ein, wo er 1892 zum Priester geweiht wurde. Von 1892 bis 1909 war er als Seelsorger in verschiedenen, vom Stift betreuten Pfarren tätig. 1909 wurde er, nach dem Tod von Abt Alexander Karl, vom Konvent des Stiftes zu dessen Nachfolger gewählt. Während seiner Regentschaft modernisierte er das Stift (Errichtung einer Trink- und Nutzwasserleitung, einer Kanalanlage, eines Elektrizitätswerkes und des Ökonomiegebäudes), restaurierte (Fahrndorf, Weikendorf, Rohrendorf, Albersdorf und Matzersdorf) und errichtete (Grillenberg) Pfarrkirchen in ganz Niederösterreich und rationalisierte die im Besitz des Klosters befindlichen Landwirtschaften. Vor allem, um auch Knaben bäuerlicher Herkunft eine entsprechende Ausbildung (am Melker Stiftsgymnasium) zu ermöglichen und sie später in den Orden aufnehmen zu können, gründete er 1914/15 ein Juvenat (Knabenseminar), das bis nach dem Zweiten Weltkrieg fortgeführt wurde. Auch die Kartause Gaming samt ihren Besitzungen wurde 1915 unter Abt John erworben.
Die äußerst schwierigen finanziellen Verhältnisse der Nach- und Zwischenkriegszeit – bedingt durch die Inflation, die Ertraglosigkeit der städtischen Mietshäuser und den Verlust der Güter in Marghita – zwangen ihn zu einschneidenden Maßnahmen. So musste beispielsweise in den 1920er Jahren ein Originalexemplar der Gutenberg-Bibel verkauft werden, um eine Wasserleitung zu finanzieren. Es befindet sich heute in der Beinecke Rare Book and Manuscript Library der Yale University in New Haven, Connecticut. Abgeordneter im Landtag von Niederösterreich war er vom 16. September 1912 bis zum 8. Jänner 1915, er vertrat dort den Großgrundbesitz. Außerdem war er (auch noch nach 1918) Mitglied des niederösterreichischen Landeskulturrates. Abt Amandus John starb 1942 in Melk, sein Nachfolger wurde Maurus Höfenmayer.
Die Abt-Amand-John-Straße in Melk wurde am 24. Februar 1958 nach ihm benannt.